# Nati nel 1961/Dicembre
| Questa pagina contiene informazioni ricavate automaticamente dalle voci biografiche con l'ausilio del template Bio e di un bot. L'aggiornamento è periodico e automatico e ricostruisce completamente la pagina. Se manca una persona in questa lista, sei pregato di non aggiungerla, ma accertati piuttosto che la sua voce biografica contenga il template Bio e che i dati anagrafici siano correttamente compilati. Se il template Bio manca, inseriscilo tu stesso o, in alternativa, metti l'avviso {{tmp\|Bio}} che ne segnala la mancanza. Se i dati riportati sono sbagliati, correggi direttamente la voce biografica; le modifiche saranno visibili in questa lista entro pochi giorni. Per chiarimenti vedi il progetto biografie. La lista contiene solo le 269 persone che sono citate nell'enciclopedia e per le quali è stato implementato correttamente il template Bio. Pagina aggiornata al 26 lug 2025. |

- 1º dicembre - Safra Catz, imprenditrice statunitense
- 1º dicembre - Raymond E. Goldstein, matematico e fisico statunitense
- 1º dicembre - Abdullah Al-Deayea, ex calciatore saudita
- 1º dicembre - Christine Kangaloo, avvocato e politica trinidadiana
- 1º dicembre - Kim Jin-ho, ex arciera sudcoreana
- 1º dicembre - Lynn LeMay, ex attrice pornografica e regista statunitense
- 1º dicembre - Armin Meiwes, criminale tedesco
- 1º dicembre - Jeremy Northam, attore britannico
- 1º dicembre - Marianne Pousseur, soprano belga
- 1º dicembre - Arnaud des Pallières, regista e sceneggiatore francese
- 2 dicembre - Fabio Massimo Cacciatori, imprenditore e produttore cinematografico italiano
- 2 dicembre - Roberto D'Amico, bobbista italiano
- 2 dicembre - Søs Fenger, cantante danese
- 2 dicembre - László Kósa, calciatore e giocatore di calcio a 5 ungherese († 2008)
- 2 dicembre - Michael Thomas Martin, vescovo cattolico statunitense
- 2 dicembre - Sunder Nix, ex velocista statunitense
- 2 dicembre - Gilles Pécout, storico e diplomatico francese
- 3 dicembre - João Santos Cardoso, arcivescovo cattolico brasiliano
- 3 dicembre - Danila De Lucia, politica italiana
- 3 dicembre - Vincent Long Van Nguyen, vescovo cattolico vietnamita
- 3 dicembre - Roberto Menia, politico italiano
- 3 dicembre - Shinji Takamatsu, sceneggiatore, regista e animatore giapponese
- 3 dicembre - Paolo Zangrillo, politico italiano
- 3 dicembre - Şenol Çorlu, dirigente sportivo e ex calciatore turco
- 4 dicembre - Ivana Caldato, ex cestista italiana
- 4 dicembre - Roy Lee Dennis, statunitense († 1978)
- 4 dicembre - Kevin Hern, politico statunitense
- 4 dicembre - Florent Ibengé, allenatore di calcio e ex calciatore della Repubblica Democratica del Congo
- 4 dicembre - Lyndon Johnston, ex pattinatore artistico su ghiaccio canadese
- 4 dicembre - Ann Linde, politica svedese
- 4 dicembre - Frank Reich, ex giocatore di football americano e allenatore di football americano statunitense
- 4 dicembre - Chafūrin, doppiatore giapponese
- 5 dicembre - Colin Abrahall, cantante britannico
- 5 dicembre - Ronaldo Aquino, politico filippino († 2021)
- 5 dicembre - Massimo Caputi, giornalista, conduttore televisivo e telecronista sportivo italiano
- 5 dicembre - Alan Davies, calciatore gallese († 1992)
- 5 dicembre - Maria De Filippi, conduttrice televisiva, autrice televisiva e produttrice televisiva italiana
- 5 dicembre - Gianfranco Gallo, attore, cantante e drammaturgo italiano
- 5 dicembre - Laura Kasischke, scrittrice e poetessa statunitense
- 5 dicembre - Vladimír Vyoral, ex cestista e allenatore di pallacanestro cecoslovacco
- 6 dicembre - Antonio Calloni, attore, scrittore e poeta brasiliano
- 6 dicembre - Toni Conceição, allenatore di calcio e ex calciatore portoghese
- 6 dicembre - Walter Guillén Soto, vescovo cattolico honduregno
- 6 dicembre - Bobby Lee Hurt, ex cestista statunitense
- 6 dicembre - David Lovering, batterista statunitense
- 6 dicembre - Fabrizio Lucchesi, dirigente sportivo italiano
- 6 dicembre - Jonathan Melvoin, musicista statunitense († 1996)
- 6 dicembre - Philippe Muyters, politico belga
- 6 dicembre - Manuel Reuter, pilota automobilistico tedesco
- 6 dicembre - Gabriella Vergari, scrittrice italiana
- 7 dicembre - Catherine Bosero, ex cestista francese
- 7 dicembre - Peter Lewison, ex schermidore statunitense
- 7 dicembre - Li Xiaoqin, ex cestista cinese
- 7 dicembre - Vincenzo Puzziferri, attore italiano
- 8 dicembre - Bård Bjerkeland, ex calciatore norvegese
- 8 dicembre - Joan Francés Blanc, scrittore e giornalista francese
- 8 dicembre - Ann Coulter, scrittrice e opinionista statunitense
- 8 dicembre - Mikey Robins, personaggio televisivo e scrittore australiano
- 9 dicembre - Paul Vincent Davis, ex calciatore inglese
- 9 dicembre - David Anthony Higgins, attore statunitense
- 9 dicembre - Mike Holland, ex saltatore con gli sci statunitense
- 9 dicembre - Emil Jonov, ex cestista bulgaro
- 9 dicembre - Joe Lando, attore statunitense
- 9 dicembre - Mao Hengfeng, attivista cinese
- 9 dicembre - Luděk Mikloško, ex calciatore cecoslovacco
- 9 dicembre - Einars Repše, politico lettone
- 9 dicembre - Bård Wiggen, allenatore di calcio e ex calciatore norvegese
- 10 dicembre - Bob Beyer, allenatore di pallacanestro statunitense
- 10 dicembre - Cecilia Bouzat, biofisica e biochimica argentina
- 10 dicembre - Jos Kuipers, ex cestista olandese
- 10 dicembre - Pasang Lhamu Sherpa, alpinista nepalese († 1993)
- 10 dicembre - Mark McKoy, ex ostacolista canadese
- 10 dicembre - Michele Mognato, politico italiano
- 10 dicembre - Iván Olivares, ex cestista venezuelano
- 10 dicembre - Nia Peeples, attrice, cantante e artista marziale statunitense
- 10 dicembre - Maria Perosino, scrittrice e storica dell'arte italiana († 2014)
- 10 dicembre - Harley Rouda, politico statunitense
- 10 dicembre - Oded Schramm, matematico israeliano († 2008)
- 10 dicembre - Lucia Zorzi, autrice televisiva, regista televisiva e giornalista italiana
- 11 dicembre - Mark Adams, designer britannico
- 11 dicembre - Ingo Appelt, ex bobbista austriaco
- 11 dicembre - Paul Grech, ex calciatore maltese
- 11 dicembre - Darryl Jones, bassista statunitense
- 11 dicembre - Dave King, cantante irlandese
- 11 dicembre - Steve Nicol, ex calciatore e allenatore di calcio scozzese
- 11 dicembre - Macky Sall, politico senegalese
- 11 dicembre - Kimberly Scott, attrice statunitense
- 11 dicembre - Massimo Vallerani, storico italiano
- 11 dicembre - Octavi Vilà Mayo, vescovo cattolico spagnolo
- 11 dicembre - Marco Pierre White, cuoco e personaggio televisivo britannico
- 11 dicembre - DJ Yella, disc jockey, rapper e produttore discografico statunitense
- 11 dicembre - Jorge da Silva, allenatore di calcio e ex calciatore uruguaiano
- 12 dicembre - Caroline Bliss, attrice britannica
- 12 dicembre - Francesco Paolo Capone, sindacalista italiano
- 12 dicembre - Blake Farenthold, politico statunitense († 2025)
- 12 dicembre - Lárus Guðmundsson, ex calciatore islandese
- 12 dicembre - David Mwanza, calciatore e giocatore di calcio a 5 zimbabwese († 2002)
- 12 dicembre - Daniel O'Donnell, cantante irlandese
- 12 dicembre - Andrej Perlov, ex marciatore sovietico
- 12 dicembre - Sarah Sutton, attrice britannica
- 13 dicembre - Franco Calandrini, direttore artistico, produttore cinematografico e scrittore italiano
- 13 dicembre - Paul Folkvord, ex calciatore norvegese
- 13 dicembre - Harry Gregson-Williams, musicista e compositore britannico
- 13 dicembre - Irene Sáez, ex modella e politica venezuelana
- 13 dicembre - Maurice Smith, kickboxer e artista marziale misto statunitense
- 13 dicembre - Guðmundur Torfason, allenatore di calcio e ex calciatore islandese
- 13 dicembre - Gary Zimmerman, ex giocatore di football americano statunitense
- 14 dicembre - Marco Ganna, canoista italiano
- 14 dicembre - Daniel Hennequin, fisico francese
- 14 dicembre - Eberhard Janotta, ex calciatore tedesco orientale
- 14 dicembre - Vidar Sanderud, ex calciatore norvegese
- 14 dicembre - Guri Schanke, cantante e attrice norvegese
- 14 dicembre - Jean-Baptiste Tribout, arrampicatore francese
- 15 dicembre - Michele Armenise, allenatore di calcio e ex calciatore italiano
- 15 dicembre - Nick Beggs, musicista inglese
- 15 dicembre - Reginald Hudlin, sceneggiatore, regista e produttore cinematografico statunitense
- 15 dicembre - Pascale Kramer, scrittrice svizzera
- 15 dicembre - Daryl Turner, ex giocatore di football americano statunitense
- 16 dicembre - André Andersen, tastierista e compositore russo
- 16 dicembre - Ron Athey, artista e performance artist statunitense
- 16 dicembre - Shane Black, sceneggiatore, attore e regista statunitense
- 16 dicembre - Patrizia Bulgari, cantante e autrice televisiva italiana
- 16 dicembre - Laurence Cottle, bassista e compositore britannico
- 16 dicembre - Bill Hicks, comico, cabarettista e musicista statunitense († 1994)
- 16 dicembre - LaChanze, attrice, cantante e ballerina statunitense
- 16 dicembre - Claribel Medina, attrice portoricana
- 16 dicembre - Emmanuele Morandi, filosofo italiano († 2015)
- 16 dicembre - Sam Robards, attore statunitense
- 16 dicembre - Tiziana Scandaletti, soprano italiano
- 16 dicembre - Carlo Taranto, conduttore radiofonico italiano
- 16 dicembre - Jon Tenney, attore statunitense
- 17 dicembre - Víctor Hugo Basabe, arcivescovo cattolico venezuelano
- 17 dicembre - Henk van Stee, dirigente sportivo, allenatore di calcio e ex calciatore olandese
- 17 dicembre - Roger Westling, biatleta svedese
- 17 dicembre - Ersun Yanal, allenatore di calcio turco
- 18 dicembre - Jean-François De Sart, allenatore di calcio e ex calciatore belga
- 18 dicembre - A. M. Homes, scrittrice statunitense
- 18 dicembre - Joanna Jet, attrice pornografica britannica
- 18 dicembre - Daniele Lamuraglia, scrittore, drammaturgo e regista teatrale italiano
- 18 dicembre - Tim Lewis, ex giocatore di football americano e allenatore di football americano statunitense
- 18 dicembre - Brian Orser, ex pattinatore e allenatore di pattinaggio canadese
- 18 dicembre - John Shanks, produttore discografico e compositore statunitense
- 18 dicembre - Sion Sono, regista, sceneggiatore e scrittore giapponese
- 18 dicembre - Luca Squeri, politico e imprenditore italiano
- 18 dicembre - Angie Stone, cantante statunitense († 2025)
- 18 dicembre - Shorsh Surme, giornalista, scrittore e traduttore iracheno
- 18 dicembre - Branko Vukičević, ex cestista jugoslavo
- 18 dicembre - Gaspare Zinnanti, assassino seriale italiano († 2001)
- 19 dicembre - Eric Allin Cornell, fisico statunitense
- 19 dicembre - Walter Argentin, ex judoka italiano
- 19 dicembre - Giovanni Boncoddo, attore e regista italiano
- 19 dicembre - Juan Martín Coggi, ex pugile argentino
- 19 dicembre - Scott Cohen, attore statunitense
- 19 dicembre - Mauro Galvão, ex calciatore e allenatore di calcio brasiliano
- 19 dicembre - Il Generale, cantante italiano
- 19 dicembre - Abigail Johnson, imprenditrice statunitense
- 19 dicembre - Graham King, produttore cinematografico britannico
- 19 dicembre - Soane Patita Paini Mafi, cardinale e vescovo cattolico tongano
- 19 dicembre - Bernard Makuza, politico ruandese
- 19 dicembre - Matthew Waterhouse, attore britannico
- 19 dicembre - Reggie White, giocatore di football americano statunitense († 2004)
- 20 dicembre - Tommaso Chieffi, velista italiano
- 20 dicembre - Alessandro Gazale, attore italiano
- 20 dicembre - Gale Gilbert, ex giocatore di football americano statunitense
- 20 dicembre - Mike Keneally, musicista e polistrumentista statunitense
- 20 dicembre - Eugenio La Rosa, ex calciatore peruviano
- 20 dicembre - Michele Mauri, giornalista e scrittore italiano
- 20 dicembre - Vik Muniz, artista brasiliano
- 20 dicembre - Nate Newton, ex giocatore di football americano statunitense
- 20 dicembre - Heidi Riedler, ex sciatrice alpina austriaca
- 20 dicembre - Freddie Spencer, pilota motociclistico statunitense
- 20 dicembre - Pablo Villamar, politico spagnolo
- 21 dicembre - Alberto Cristofori, scrittore e traduttore italiano
- 21 dicembre - Sauro Fattori, allenatore di calcio e ex calciatore italiano
- 21 dicembre - Pino Imperatore, scrittore, giornalista e umorista italiano
- 21 dicembre - Sergej Kuralenko, generale russo
- 21 dicembre - Atsuko Nakajima, animatrice giapponese
- 21 dicembre - Francis Ng, attore e doppiatore cinese
- 21 dicembre - Jon Ola Sand, dirigente d'azienda e produttore televisivo norvegese
- 21 dicembre - Antonio Viscomi, politico italiano
- 21 dicembre - The Patriot, wrestler statunitense († 2021)
- 22 dicembre - Roberto Boribello, cantante, compositore e produttore discografico italiano
- 22 dicembre - Jurij Ivanovič Malenčenko, cosmonauta russo
- 22 dicembre - Marcus O'Sullivan, ex mezzofondista irlandese
- 22 dicembre - Urbano Ortega, allenatore di calcio e ex calciatore spagnolo
- 22 dicembre - Philippe Vande Walle, allenatore di calcio e ex calciatore belga
- 22 dicembre - Lenka Vlčková, ex sciatrice alpina ceca
- 23 dicembre - Roberto Cingolani, fisico e dirigente d'azienda italiano
- 23 dicembre - Angelo De Robertis, conduttore radiofonico e direttore artistico italiano
- 23 dicembre - Giorgio Fede, politico italiano
- 23 dicembre - Jean-Philippe Rohr, ex calciatore francese
- 23 dicembre - Amara Simba, ex calciatore senegalese
- 23 dicembre - Anatolij Ždanovič, biatleta russo
- 23 dicembre - ʿIzzat al-Qamḥāwī, giornalista e scrittore egiziano
- 24 dicembre - İlham Əliyev, politico e militare azero
- 24 dicembre - Mary Barra, imprenditrice statunitense
- 24 dicembre - Patxi Bolaños, ex calciatore spagnolo
- 24 dicembre - Antonello Iannarilli, politico italiano
- 24 dicembre - Kwak Sung-ho, ex calciatore sudcoreano
- 24 dicembre - Gaute Larsen, allenatore di calcio e ex calciatore norvegese
- 24 dicembre - Zvonko Popović, allenatore di calcio e ex calciatore serbo
- 24 dicembre - Cristina Rossello, avvocata e politica italiana
- 24 dicembre - Wade Williams, attore statunitense
- 24 dicembre - Jay Wright, allenatore di pallacanestro e ex cestista statunitense
- 24 dicembre - Marcin Świetlicki, poeta, scrittore e musicista polacco
- 25 dicembre - Sabri Al-Haiki, scrittore, poeta e critico letterario yemenita
- 25 dicembre - Íngrid Betancourt, politica colombiana
- 25 dicembre - Carolina Cosse, politica, ingegnera e funzionaria uruguaiana
- 25 dicembre - Aleš Debeljak, poeta, critico letterario e sociologo sloveno († 2016)
- 25 dicembre - Eva Herzog, politica svizzera
- 25 dicembre - Pravind Jugnauth, politico mauriziano
- 25 dicembre - Ghislaine Maxwell, imprenditrice e criminale britannica
- 25 dicembre - Ezio Moroni, ex ciclista su strada italiano
- 25 dicembre - Grete Ingeborg Nykkelmo, ex sciatrice nordica norvegese
- 25 dicembre - Luigi Pepe, giornalista italiano
- 25 dicembre - Stefan Ruzowitzky, regista e sceneggiatore austriaco
- 25 dicembre - David Thompson, politico barbadiano († 2010)
- 26 dicembre - Alberto Bonisoli, politico italiano
- 26 dicembre - Mossy Cade, ex giocatore di football americano statunitense
- 26 dicembre - Danny Greene, ex giocatore di football americano statunitense
- 26 dicembre - Tom Kouchalakos, attore statunitense
- 26 dicembre - John Lynch, attore britannico
- 26 dicembre - Daniel Minea, ex calciatore rumeno
- 26 dicembre - Myriem Roussel, attrice francese
- 26 dicembre - Tahnee Welch, attrice statunitense
- 27 dicembre - Rodolfo Ambrosio, ex rugbista a 15, allenatore di rugby a 15 e dirigente sportivo argentino
- 27 dicembre - Davor Božinović, politico e diplomatico croato
- 27 dicembre - Ildemaro Fernández, ex calciatore venezuelano
- 27 dicembre - Michael Haddix, ex giocatore di football americano statunitense
- 27 dicembre - Marc Hollogne, attore, regista teatrale e compositore belga († 2025)
- 27 dicembre - Ute Kostrzewa, ex pallavolista tedesca
- 27 dicembre - Philippa Lowthorpe, regista e sceneggiatrice britannica
- 27 dicembre - Ute Noack, ex fondista tedesca orientale
- 27 dicembre - Tomi Poikolainen, ex arciere finlandese
- 27 dicembre - Alexandru Rafila, medico, microbiologo e politico rumeno
- 27 dicembre - Craig Robinson, ex cestista statunitense
- 27 dicembre - Laurent Roussey, allenatore di calcio e ex calciatore francese
- 27 dicembre - Gert Smal, ex rugbista a 15 e allenatore di rugby a 15 sudafricano
- 27 dicembre - Guido Westerwelle, politico tedesco († 2016)
- 28 dicembre - Alessandra Corti, ex mezzofondista italiana
- 28 dicembre - Boško Ǵurovski, allenatore di calcio e ex calciatore macedone
- 28 dicembre - Dario Mariuzzo, dirigente sportivo e ex ciclista su strada italiano
- 28 dicembre - Kent Nielsen, allenatore di calcio e ex calciatore danese
- 28 dicembre - Borut Petrič, ex nuotatore jugoslavo
- 28 dicembre - Zhang Bin, ex cestista e allenatore di pallacanestro cinese
- 29 dicembre - Massimo Cerofolini, giornalista, conduttore radiofonico e sceneggiatore italiano
- 29 dicembre - Andreas Charitou, ex calciatore cipriota
- 29 dicembre - Meschac Gaba, artista beninese
- 29 dicembre - Savina Geršak, attrice slovena
- 29 dicembre - Jean-Baptiste Lafond, ex rugbista a 15 e dirigente sportivo francese
- 29 dicembre - Luigi Pachì, editore, giornalista e scrittore italiano
- 29 dicembre - Ilija Vălov, calciatore e allenatore di calcio bulgaro († 2024)
- 30 dicembre - Stefano Bonometti, allenatore di calcio, dirigente sportivo e ex calciatore italiano
- 30 dicembre - Bernard Clerfayt, politico belga
- 30 dicembre - Douglas Coupland, scrittore, artista e giornalista canadese
- 30 dicembre - Bill English, politico neozelandese
- 30 dicembre - Edoardo Garrone, imprenditore e dirigente sportivo italiano
- 30 dicembre - Sean Hannity, conduttore radiofonico e conduttore televisivo statunitense
- 30 dicembre - Ben Johnson, ex velocista canadese
- 30 dicembre - Antonio Marziali, ex sciatore alpino italiano
- 30 dicembre - Charlie Nicholas, ex calciatore britannico
- 31 dicembre - John Carlsen, ex ciclista su strada danese
- 31 dicembre - Rainer Ernst, ex calciatore tedesco orientale
- 31 dicembre - Joanna Johnson, attrice, sceneggiatrice e produttrice cinematografica statunitense
- 31 dicembre - Fabian Nicieza, fumettista e curatore editoriale statunitense
- 31 dicembre - Dante Pergreffi, bassista italiano († 1992)
- 31 dicembre - Jari Rantanen, ex calciatore finlandese
- 31 dicembre - Felicia Raschiatore, ex tennista statunitense
- 31 dicembre - Ève de Castro, scrittrice francese